# Conrad Wilhelm Hase

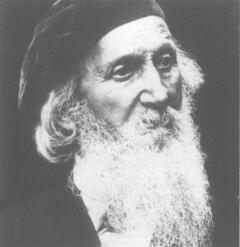
C.W. Hase, fotografi från 1898, Stadtarchiv Hannover

Conrad Wilhelm Hase, född 2 oktober 1818 i Einbeck, död 28 mars 1902 i Hannover, var en tysk arkitekt.
Hase studerade i München och utbildade sig genom resor i Italien, Frankrike och Nederländerna. Hase utmärkte sig genom kännedom om medeltidens byggnadsstilar och restaurerade kyrkorna St. Godehard och St. Michael i Hildesheim i romansk stil, klosterkyrkan i Lockum i övergångsstil och den sengotiska kyrkan St. Nikolai i Lüneburg. Dessutom byggde han Kristuskyrkan i Hannover och slottet Marienburg i Niedersachsen, som hör till den gotiska stilens vackraste profanbyggnader. Hase var 1849–94 professor vid Polytechnikum i Hannover.